# بالای یک درخت
بالای یک درخت (انگلیسی: Up a Tree) یک فیلم کوتاه کمدی به کارگردانی راسکو آرباکل است که در سال ۱۹۳۰ منتشر شد.

## گزیدهٔ بازیگران
- لوید همیلتون
- آدی مک‌فیل
- دل هندرسون